# 大果冬青
大果冬青（学名：Ilex macrocarpa）是冬青科冬青属的植物。分布于中国大陆的江苏、广东、四川、贵州、陕西、福建、广西、云南、浙江、河南、安徽、湖北、湖南等地，生长于海拔400米至2,400米的地区，多生于山地林中，目前已由人工引种栽培。

## 别名
见水蓝、狗沾子（云南中药资源名录），臭樟树（云南晋宁），于刺香（云南帅宗），白银杏、绿豆青（浙江），黑果果树（湖南桑植），青皮槭（重庆奉节）

## 异名
- Ilex macrocarpa Oliv. var. reevesae (S. Y. Hu) S. Y. Hu